# Équipe de Tchécoslovaquie féminine de volley-ball
L'équipe de Tchécoslovaquie féminine de volley-ball fut l'équipe nationale représentant la Tchécoslovaquie dans les compétitions internationales féminines de volley-ball, et  gérée alors par la Fédération de tchécoslovaque de volley-ball. 
La sélection est active jusqu'à la dissolution de la Tchécoslovaquie en 1993. L'équipe de République tchèque féminine de volley-ball (considérée comme son héritière) et l'équipe de Slovaquie féminine de volley-ball sont alors créées.
L'équipe tchécoslovaque est championne d'Europe en 1955

## Palmarès
- Championnat du monde
  - Troisième (2) : 1952, 1960

- Championnat d'Europe
  - Vainqueur (1) : 1955
  - Finaliste (3) : 1949, 1958 et 1971
  - Troisième (4) : 1950, 1967, 1987